# Армагеддон (альбом)
| Оценки критиков | Оценки критиков |
| Источник        | Оценка          |
| --------------- | --------------- |
| Darkside        | 6/10            |

«Армагеддо́н» — десятый студийный альбом группы «Ария». Вышел 15 сентября 2006 года. Последний из номерных альбомов, в которых в качестве вокалиста выступал Артур Беркут.

## История создания
Это первый альбом группы после подписания долгосрочного контракта с лейблом CD-Maximum. Запись альбома была задержана из-за большой занятости Маргариты Пушкиной, а потому были приглашены новые текстовики — Нина Кокорева и Игорь Лобанов (участник группы «Слот»). Выход альбома сопровождался фотосессией группы в исторических костюмах викингов, рыцарей и самураев. Концертная презентация альбома также сопровождалась сценическим шоу и получила название «Пляска ада».
Это второй альбом группы, где нет песни, одноимённой названию альбома, но в первой песне альбома «Последний закат» звучат слова «Это Армагеддон!». Первый подобный альбом — «Генератор зла», в котором также в первой песне «Смотри» звучит название альбома в строке: «Наш ум — генератор зла».
16 октября 2020 года на цифровых площадках выпущена новая, перезаписанная заново версия альбома с вокалом Михаила Житнякова. Причиной перезаписи стал конфликт из-за авторских прав: группа не смогла получить разрешения на публикацию от всех участников оригинальной записи. Бонус-треком в перезапись вошёл инструментал «На крыльях ветра», впервые представленный на сингле группы «Поле битвы» (2009). Композиция «Твой день», музыку которой написал Артур Беркут, в перезапись не вошла.

## Песни
В альбоме продолжилась военно-историческая линия «Крещения огнём»:
1. «Последний закат» посвящён гипотетической Третьей мировой войне.
2. «Меченый злом» рассказывает историю о мистическом мстителе в духе фэнтези.
3. «Страж Империи» рассказывает о японском камикадзе. Перед вступлением на фоне гула моторов и сирен звучит фраза на японском языке, которую произнёс поклонник группы «Ария» Томохиро Такасина. Её приблизительный перевод — «От имени нашего стомиллионного народа я желаю вам успеха в вашей миссии!». По словам Маргариты Пушкиной, текст песни был создан под влиянием фильма «Империя солнца» Стивена Спилберга[6].
4. «Новый крестовый поход» рассказывает о рыцарях-храмовниках (тамплиерах). По словам Маргариты Пушкиной, эту песню она давно «пробивала», так как ей очень интересна эта тематика.
5. «Мессия» рассказывает о конфликте язычников и христиан на Руси.
6. «Кровь королей» пересказывает валлийский эпос о короле Артуре. На момент выхода это была вторая по продолжительности песня «Арии», чуть короче «Игры с огнём» (позже была выпущена ещё более длинная, 12-минутная «Проклятье морей»).
7. «Викинг» — песня о гибели викинга по прозвищу Старый волк. В этом альбоме Сергей Попов дебютировал в качестве автора слов, выступив соавтором Маргариты Пушкиной.
8. «Чужой» основан на фантастической повести Рэя Бредбери «Урочный час» в жанре ужасов.
9. «Свет былой любви» — лирическая баллада, героем которой является умирающий солдат.
10. «Твой день» — песня о солдате, вернувшемся с войны[6]. По словам Артура Беркута, это продолжение истории, начатой в песнях «Герой асфальта» и «Не хочешь — не верь мне»: байкер отправляется на войну, а по возвращении не может найти себе места. Также это единственная песня репертуара «Арии», музыку к которой написал Артур Беркут. Из-за авторских прав песня не была записана в новой версии альбома «Армагеддон. Перезагрузка».

## Список композиций
Все тексты написаны Маргаритой Пушкиной (кроме отмеченных).
| №   | Название                | Текст песни    | Музыка             | Длительность |
| --- | ----------------------- | -------------- | ------------------ | ------------ |
| 1.  | «Последний закат»       | Игорь Лобанов  | Владимир Холстинин | 5:01         |
| 2.  | «Меченый злом»          | Нина Кокорева  | Сергей Попов       | 6:05         |
| 3.  | «Страж империи»         |                | Виталий Дубинин    | 4:43         |
| 4.  | «Новый крестовый поход» |                | Дубинин            | 4:53         |
| 5.  | «Мессия»                | Лобанов        | Холстинин          | 4:38         |
| 6.  | «Кровь королей»         |                | Дубинин            | 9:00         |
| 7.  | «Викинг»                | Пушкина, Попов | Попов              | 5:48         |
| 8.  | «Чужой»                 |                | Холстинин          | 5:03         |
| 9.  | «Свет былой любви»      |                | Дубинин            | 4:18         |
| 10. | «Твой день»             |                | Артур Беркут       | 5:19         |

### 2хLP-переиздание (2013)
| №  | Название          | Текст песни | Музыка    | Длительность |
| -- | ----------------- | ----------- | --------- | ------------ |
| 1. | «Последний закат» | Лобанов     | Холстинин | 5:01         |
| 2. | «Меченый злом»    | Кокорева    | Попов     | 6:06         |
| 3. | «Страж империи»   |             | Дубинин   | 4:43         |

| №  | Название                | Текст песни | Музыка    | Длительность |
| -- | ----------------------- | ----------- | --------- | ------------ |
| 1. | «Новый крестовый поход» |             | Дубинин   | 4:53         |
| 2. | «Мессия»                | Лобанов     | Холстинин | 4:38         |
| 3. | «Кровь королей»         |             | Дубинин   | 9:00         |

| №  | Название           | Текст песни    | Музыка    | Длительность |
| -- | ------------------ | -------------- | --------- | ------------ |
| 1. | «Викинг»           | Пушкина, Попов | Попов     | 5:48         |
| 2. | «Чужой»            |                | Холстинин | 5:03         |
| 3. | «Свет былой любви» |                | Дубинин   | 4:18         |

| №  | Название                                                 | Текст песни    | Музыка           | Длительность |
| -- | -------------------------------------------------------- | -------------- | ---------------- | ------------ |
| 1. | «Твой день»                                              |                | Беркут           | 5:19         |
| 2. | «Там высоко (Live)» (bonus-track from CD-single «Чужой») |                | Дубинин          | 5:44         |
| 3. | «Воля и разум» (bonus-track from CD-single «Чужой»)      | Александр Елин | Андрей Большаков | 5:10         |

### 2хLP-переиздание (2014)
Первые три стороны содержат то же самое, что и выше.
| №  | Название           | Текст песни | Музыка                       | Длительность |
| -- | ------------------ | ----------- | ---------------------------- | ------------ |
| 1. | «Твой день»        |             | Беркут                       | 5:19         |
| 2. | «Поле битвы»       |             | Дубинин                      | 5:50         |
| 3. | «На крыльях ветра» | —           | Александр Бородин, Холстинин | 4:44         |

### «Перезагрузка» (2020)
| №   | Название                         | Текст песни    | Музыка             | Длительность |
| --- | -------------------------------- | -------------- | ------------------ | ------------ |
| 1.  | «Последний закат»                | Лобанов        | Холстинин          | 5:00         |
| 2.  | «Меченый злом»                   | Кокорева       | Попов              | 5:50         |
| 3.  | «Страж империи»                  |                | Дубинин            | 4:43         |
| 4.  | «Новый крестовый поход»          |                | Дубинин            | 4:52         |
| 5.  | «Мессия»                         | Лобанов        | Холстинин          | 4:39         |
| 6.  | «Кровь королей»                  |                | Дубинин            | 9:11         |
| 7.  | «Викинг»                         | Пушкина, Попов | Попов              | 5:49         |
| 8.  | «Чужой»                          |                | Холстинин          | 5:01         |
| 9.  | «Свет былой любви»               |                | Дубинин            | 4:18         |
| 10. | «На крыльях ветра» (Bonus Track) | —              | Бородин, Холстинин | 4:44         |

## Участники записи
| - Артур Беркут — вокал (запись 2006 г.) - Михаил Житняков — вокал (перезапись 2020 г.) - Владимир Холстинин — гитара. - Сергей Попов — гитара. - Виталий Дубинин — бас-гитара, бэк-вокал. - Максим Удалов — ударные. | - Интро к «Страж империи» — Томохиро Такасина - Запись студии АРИЯ рекордс - Звукоинженер 2006 г. — Дмитрий Калинин - Технический персонал — Кирилл Каратаев, Олег Лычагин, Алексей Глебов, Александр Цветков - Мастеринг 2006 г. — Андрей Субботин, студия Saturday Mastering - Сведение и мастеринг версии 2020 г. — Максим Самосват - Художник — Лео Хао - Фотограф — Александр Антонов - Дизайн и верстка — Игорь Лобанов |

## Клип к альбому
1. «Последний закат» (2006) представляет собой нарезку с выступления группы в МСА «Лужники» 10 ноября 2006 года, запись с которого вошла в концертный альбом «Пляска ада» (2006).